# 希靈斯普林斯鎮區 (北卡羅萊納州戴維森縣)
希靈斯普林斯鎮區（英語：Healing Springs Township）是位於美國北卡羅萊納州戴維森縣的一個鎮區。

## 地方資料
希靈斯普林斯鎮區的面積為91.16平方千米，皆為陸地。根據2020年美國人口普查的數據，當地共有人口2631人，而人口密度為每平方千米28.86人。